# جامعة بحر الغزال
جامعة بحر الغزال جامعة تقع في جنوب السودان.

## الموقع
تقع الجامعة في مدينة واو في مقاطعة واو في ولاية غرب بحر الغزال (ولاية)، في إقليم بحر الغزال، في الجزء الشمالي الغربي من جنوب السودان. وتقع على بعد حوالي 650 كيلومتر (400 ميل) شمال غرب جوبا، عاصمة جنوب السودان وأكبر مدنها.

## التاريخ

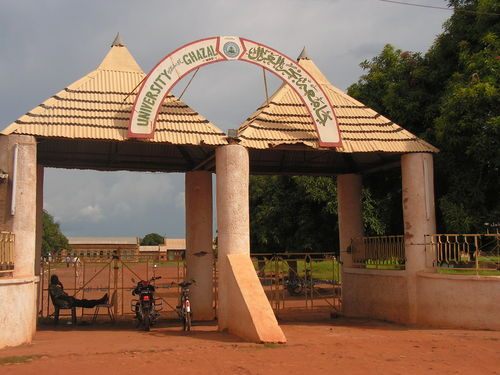
جامعة بحر الغزال عام 2009

جامعة بحر الغزال هي جامعة عامة، تأسست عام 1991، استجابة للاحتياجات التعليمية لمواطني جنوب السودان. وهي إحدى الجامعات الحكومية الخمس في البلاد إضافة لجامعة جوبا في جوبا وجامعة رمبيك في رمبيك وجامعة شمال بحر الغزال في أويل وجامعة أعالي النيل في ملكال. يرأس الجامعة البروفيسور تيموثي تيلار.

## شؤون أكاديمية

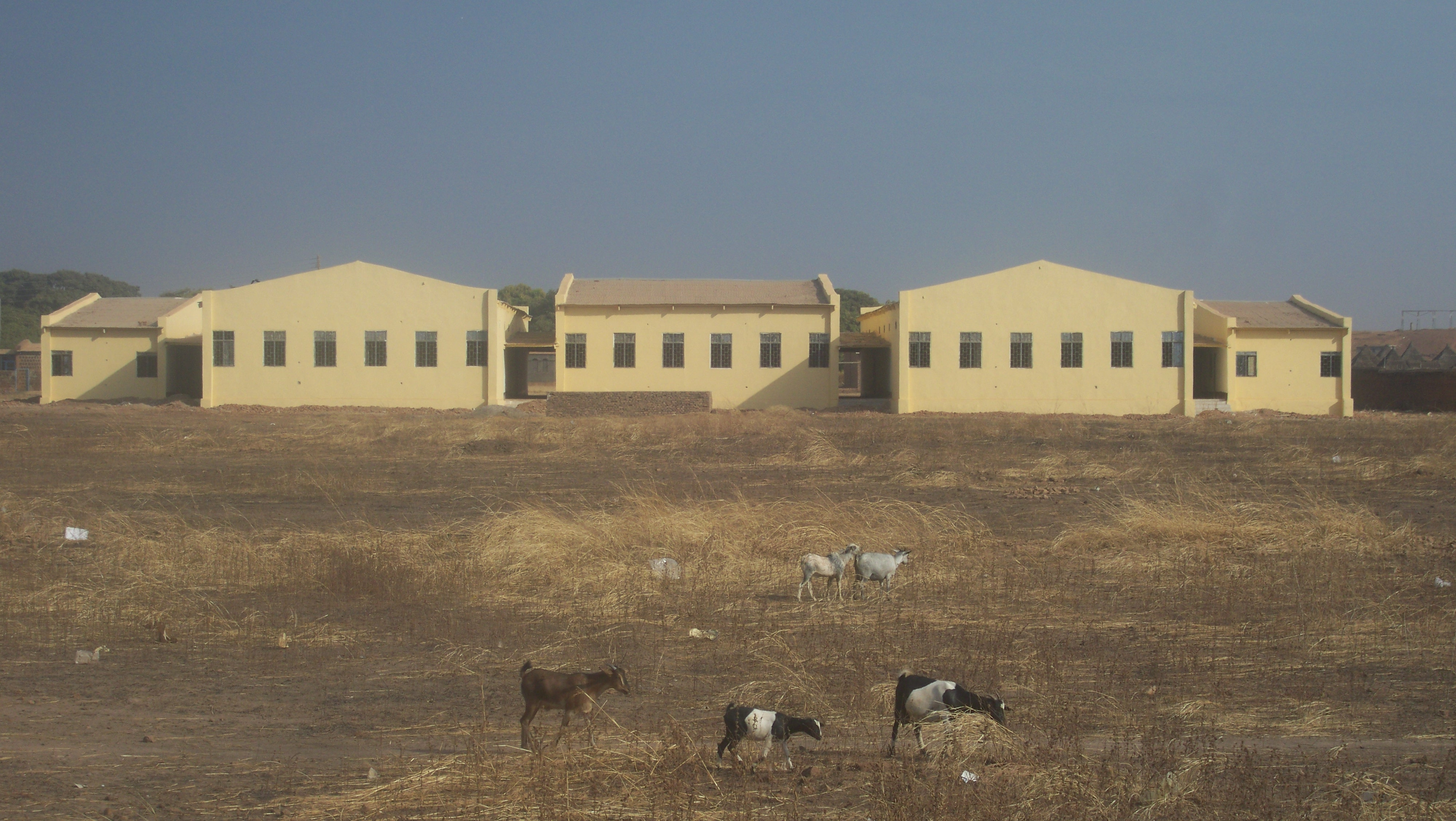
مبنى جديد في الجامعة

اعتباراً من تموز 2011 أصبحت كليات الجامعة كما يلي:
1. كلية العلوم الصحية (كلية الطب وكلية الصحة العامة)
2. كلية الاقتصاد والدراسات الاجتماعية
3. كلية التربية
4. كلية العلوم البيطرية

## روابط خارجية
- Location of Wau At Google Maps
- Future Prospects of Public Universities In South Sudan